# Griswold (Iowa)
Griswold è una città degli Stati Uniti d'America, situata nello Stato dell'Iowa, nella contea di Cass.